# Visoka Poleana, Kărdjali
Visoka Poleana (în bulgară Висока Поляна) este un sat în comuna Kărdjali, regiunea Kărdjali,  Bulgaria. 

## Demografie
Componența etnică a satului Visoka Poleana
     Turci (96,35%)
     Nicio identificare (3,64%)
     Altele (0%)
La recensământul din 2011, populația satului Visoka Poleana era de 274 locuitori. Din punct de vedere etnic, majoritatea locuitorilor (96,35%) erau turci. Pentru 3,64% din locuitori nu este cunoscută apartenența etnică.